# Curug (Cimanggis)
Curug is een bestuurslaag in het regentschap Depok van de provincie West-Java, Indonesië. Curug telt 20.838 inwoners (volkstelling 2010).